# Eredivisie 2017/18 (Frauenfußball)
Die Eredivisie 2017/18 war die achte Spielzeit der niederländischen Eredivisie der Frauen. Meister wurde zum zweiten Mal Ajax Amsterdam. Einen Absteiger gab es nicht.

## Modus
An der Saison nahmen neun Mannschaften teil. Sie lief über zwei Runden. In der ersten Runde hatte jede Mannschaft je ein Heim- und Auswärtsspiel gegen die anderen Mannschaften. Nach den 16 Spielen, die die Frauen des FC Twente Enschede mit vier Punkten Vorsprung auf Platz 1 abschlossen, spielten die fünf besten Mannschaften noch je zweimal gegen die vier anderen Mannschaften um den Meistertitel. Hier konnte sich Ajax durchsetzen. Die vier schlechtesten Mannschaften spielten um die Plätze 6 bis 9.

## Teilnehmende Mannschaften
| Verein                | Heimort    | Stadion                                                                                    |
| Achilles ’29          | Groesbeek  | Sportpark De Heikant                                                                       |
| ADO Den Haag          | Den Haag   | ADO Den Haag Stadion/Sportpark Nieuw Hanenburg                                             |
| Ajax Amsterdam        | Amsterdam  | Sportpark De Toekomst                                                                      |
| VV Alkmaar            | Alkmaar    | TATA Steel Stadion Sportpark De Wending (Heerhugowaard) AFAS Trainingscomplex (Wormerland) |
| Excelsior/Barendrecht | Rotterdam  | Van Donge & De Roo Stadion Sportpark De Bongerd (Barendrecht)                              |
| SC Heerenveen         | Heerenveen | Sportpark Skoatterwâld Zuidersportpark (Sneek)                                             |
| PSV Eindhoven         | Eindhoven  | Jan Louwers Stadion Sportcomplex De Herdgang                                               |
| FC Twente Enschede    | Enschede   | De Grolsch Veste Sportpark Slangenbeek (Hengelo) FC Twente-trainingscentrum (Hengelo)      |
| PEC Zwolle            | Zwolle     | MAC³PARK Stadion Sportpark Ceintuurbaan                                                    |

## Abschlusstabelle
| Pl. | Verein                | Sp. | S  | U | N  | Tore    | Diff. | Punkte |
| --- | --------------------- | --- | -- | - | -- | ------- | ----- | ------ |
| 1.  | FC Twente Enschede    | 16  | 12 | 3 | 1  | 046:110 | +35   | 39     |
| 2.  | Ajax Amsterdam (M)    | 16  | 10 | 5 | 1  | 032:140 | +18   | 35     |
| 3.  | PEC Zwolle            | 16  | 7  | 3 | 6  | 034:260 | +8    | 24     |
| 4.  | SC Heerenveen         | 16  | 7  | 3 | 6  | 028:260 | +2    | 24     |
| 5.  | PSV Eindhoven         | 16  | 6  | 4 | 6  | 030:180 | +12   | 22     |
| 6.  | ADO Den Haag          | 16  | 6  | 4 | 6  | 024:250 | −1    | 22     |
| 7.  | AZ Alkmaar            | 16  | 6  | 2 | 8  | 028:320 | −4    | 20     |
| 8.  | Achilles ’29          | 16  | 4  | 4 | 8  | 017:380 | −21   | 16     |
| 9.  | Excelsior/Barendrecht | 16  | 0  | 0 | 16 | 007:560 | −49   | 0      |

| (M) = Meister 2016/17 |

### Beste Torschützinnen
| Rang | Spielerin                   | Team       | Tore |
| ---- | --------------------------- | ---------- | ---- |
| 1    | Katja Snoeijs               | Alkmaar    | 14   |
| 2    | Fenna Kalma                 | Heerenveen | 13   |
| 3    | Ellen Jansen                | Twente     | 12   |
| 4    | Joelle Smits                | Twente     | 11   |
| 5    | Babiche Roof                | Zwolle     | 09   |
| 6    | Tiny Hoekstra               | Heerenveen | 08   |
| 6    | Marjolijn van den Bighelaar | Ajax       | 08   |

## Playoffs

### Meisterschaft
Die fünf besten Vereinen spielten um die Meisterschaft, dabei wurde die Hälfte der Punkte übertragen. Jede Mannschaft spielte noch zweimal gegen jede andere Mannschaft. Die beste Mannschaft qualifizierte sich für die UEFA Women’s Champions League 2018/19. Dort schied Ajax im Achtelfinale nach zwei Niederlagen (0:4 und 0:9) gegen den Titelverteidiger Olympique Lyon aus.
| Pl. | Verein             | Sp. | S | U | N | Tore    | Diff. | Punkte | Bonus | Gesamt |
| --- | ------------------ | --- | - | - | - | ------- | ----- | ------ | ----- | ------ |
| 1.  | Ajax Amsterdam     | 8   | 6 | 2 | 0 | 025:100 | +15   | 20     | 27    | 47     |
| 2.  | FC Twente Enschede | 8   | 5 | 0 | 3 | 024:190 | +5    | 15     | 22    | 37     |
| 3.  | SC Heerenveen      | 8   | 2 | 2 | 4 | 016:190 | −3    | 08     | 12    | 20     |
| 4.  | PEC Zwolle         | 8   | 2 | 2 | 4 | 014:220 | −8    | 08     | 12    | 20     |
| 5.  | PSV Eindhoven      | 8   | 1 | 2 | 5 | 018:270 | −9    | 05     | 11    | 16     |

#### Beste Torschützinnen
| Rang | Spielerin            | Team       | Tore |
| ---- | -------------------- | ---------- | ---- |
| 1    | Joelle Smits         | Twente     | 9    |
| 2    | Fenna Kalma          | Heerenveen | 8    |
| 3    | Babiche Roof         | Zwolle     | 7    |
| 3    | Desiree van Lunteren | Ajax       | 7    |
| 5    | Tiny Hoekstra        | Heerenveen | 5    |
| 5    | Vanity Lewerissa     | PSV        | 5    |

### Platzierung
Die vier schlechtesten Vereinen spielten um die Plätze 6 bis 9, dabei wurde die Hälfte der Punkte übertragen. Jede Mannschaft spielte noch dreimal gegen jede andere Mannschaft. Dabei hatten Achilles '29 und Alkmaar insgesamt fünf Heimspiele und vier Auswärtsspiele, die beiden anderen Mannschaften vier Heimspiele und fünf Auswärtsspiele.
| Pl. | Verein                | Sp. | S | U | N | Tore    | Diff. | Punkte | Bonus | Gesamt |
| --- | --------------------- | --- | - | - | - | ------- | ----- | ------ | ----- | ------ |
| 6.  | ADO Den Haag          | 9   | 6 | 2 | 1 | 024:110 | +13   | 20     | 11    | 31     |
| 7.  | AZ Alkmaar            | 9   | 4 | 2 | 3 | 019:220 | −3    | 14     | 10    | 24     |
| 8.  | Achilles ’29          | 9   | 3 | 2 | 4 | 015:180 | −3    | 11     | 8     | 19     |
| 9.  | Excelsior/Barendrecht | 9   | 1 | 2 | 6 | 014:210 | −7    | 05     | 0     | 5      |

#### Beste Torschützinnen
| Rang | Spielerin           | Team         | Tore |
| ---- | ------------------- | ------------ | ---- |
| 1    | Katja Snoeijs       | Alkmaar      | 11   |
| 2    | Bonita Theunissen   | Achilles '29 | 08   |
| 3    | Victoria Pelova     | ADO          | 06   |
| 4    | Sherallin Henriquez | Excelsior    | 05   |
| 4    | Simone Kets         | Alkmaar      | 05   |